# Annaleen Frage

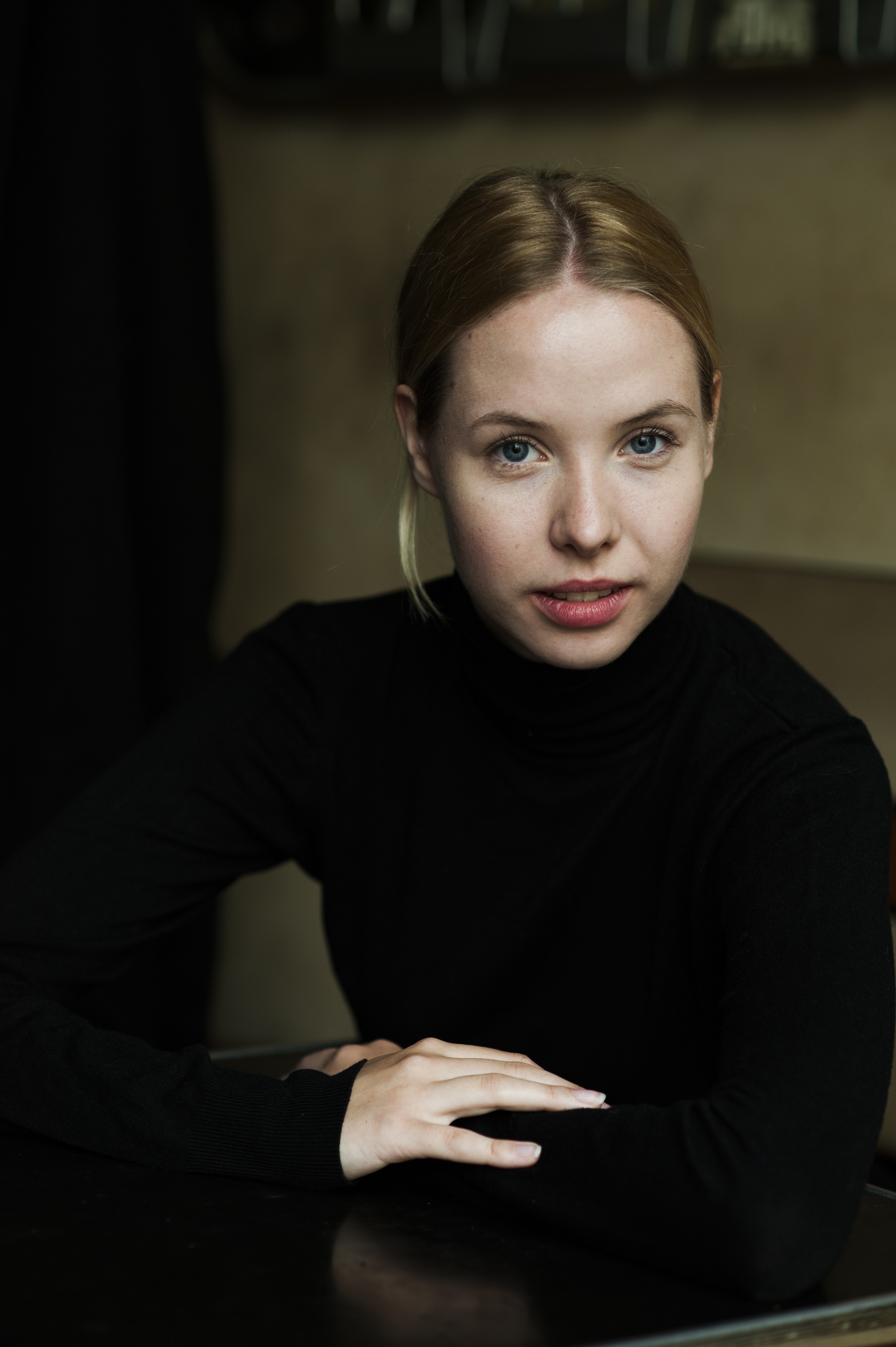
Annaleen Frage (2021)

Annaleen Frage (* 11. November 1998 in Dresden) ist eine deutsche Schauspielerin.

## Werdegang
Annaleen Frage wurde 1998 in Dresden geboren und verbrachte dort die ersten drei Jahre ihres Lebens. Anschließend zog sie mit ihrer Familie nach Landsberg am Lech. Sie absolvierte 2018 ihr Abitur.
Sie begann im Kindesalter Theater und Musical zu spielen und stand 2017 das erste Mal für den Tatort unter der Regie von Max Färberböck vor der Kamera. Seit 2018 arbeitet sie als Schauspielerin und ist in Fernsehfilmen, Serien und Spielfilmen zu sehen. 2023 spielte sie in Die Q ist ein Tier die Emily Hahn.
Annaleen Frage lebt in Berlin.

## Filmografie
- 2018: Franken-Tatort – Ich töte niemand
- 2019: Slay Queen
- 2020: Marie fängt Feuer
- 2020: Hubert ohne Staller
- 2020: Aktenzeichen XY … ungelöst
- 2021 Holy Happy Family
- 2022 Räuberjagd
- 2022 Audienz beim Christkind
- 2023 Die Q ist ein Tier